# Dimitrios Papadimoulis
Dimitrios Papadimoulis (1955) es un político griego de Syriza, diputado del Parlamento Europeo dentro del Grupo Confederal de la Izquierda Unitaria Europea/Izquierda Verde Nórdica.

## Biografía
Nacido el 21 de marzo de 1955 en Atenas, estudió ingeniería en la Universidad Politécnica Nacional de Atenas. Papadimoulis, que trabajó como ingeniero y como empleado de banca antes del comienzo de su carrera política, y miembro de la Coalición de la Izquierda Radical —Syriza— desde 2004, fue diputado en el Parlamento Europeo en un primer período entre 2004 y 2009. Vuelto a elegir en las elecciones europeas de 2014, se convirtió en uno de los vicepresidentes de la cámara.